# Фолегандрос
Фолегандрос — маленький Грецький острів в Егейському морі який, разом із Сікінос, Іос, Анафі та Санторіні, складає південну частину Кіклад. Його площа близько 32 квадратних кілометрів і проживає тут 667 мешканців. Три маленьких села розташовані тут Чора, Каравостасіс і Ано Меріа, вони поєднані брукованою дорогою.

## Історія
Мало відомо про античну історію Фолегандроса. Його населяли дорійці. Пізніше острів потрапив під управління Афін. Острів був захоплений 1207 венеційцем Марко Санудо і залишався під управлінням Венеції до 1566, коли він був захоплений Османською імперією. Греки повернули його собі в 19 столітті.

## Географія
Ландшафт Фолегандроса поєднує високі скелі і великі печери. «Столиця» острову, Чора, побудована на краю скелі 200 метрів заввишки. Портом Фолегандроса є маленьке село Каравостасіс. В селищі Ано Меріа є маленький Екологічний і Народний музей. Серед відомих пляжів Фолегандроса є Катерго, доступний тільки човном з Каравостасіса.

## Рай для відпусток
Фолегандроса один з усамітнених Грецьких островів що пропонують природу в її найбільш недоторканному вигляді. Зі своїми чисто синіми морськими водами він був названий Каналом Мандрів одним 10 найкращих світових пляжів.

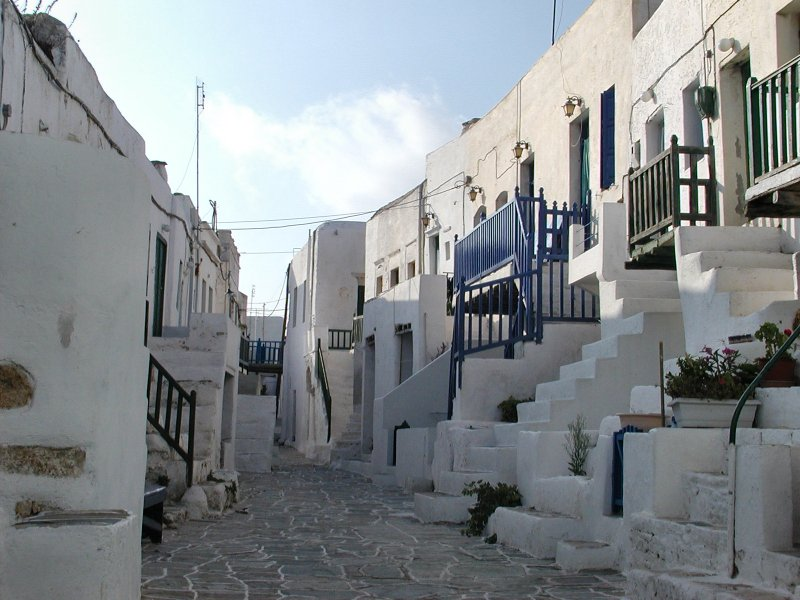
Чора
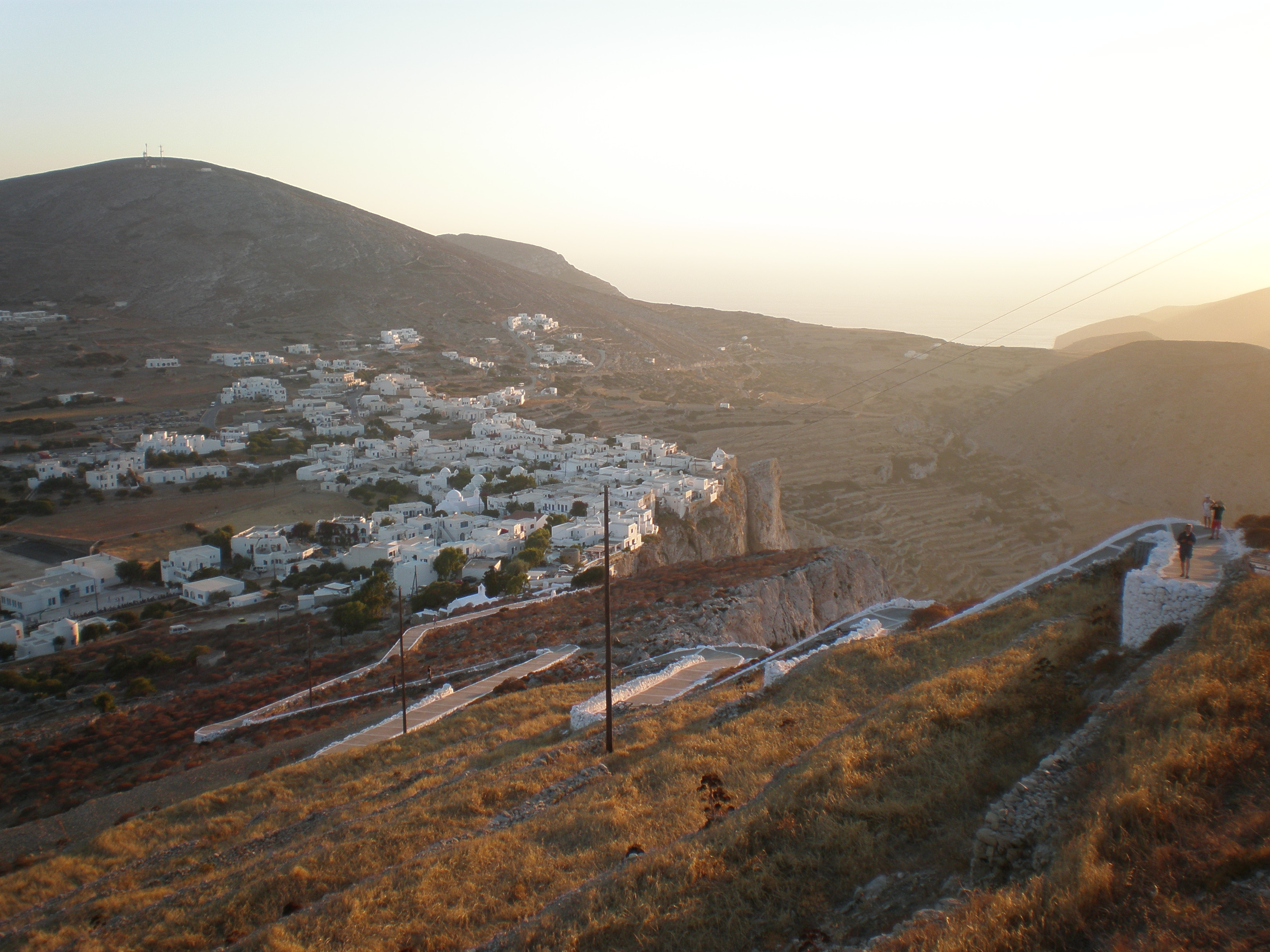
Вигляд Чори з церкви Панагія
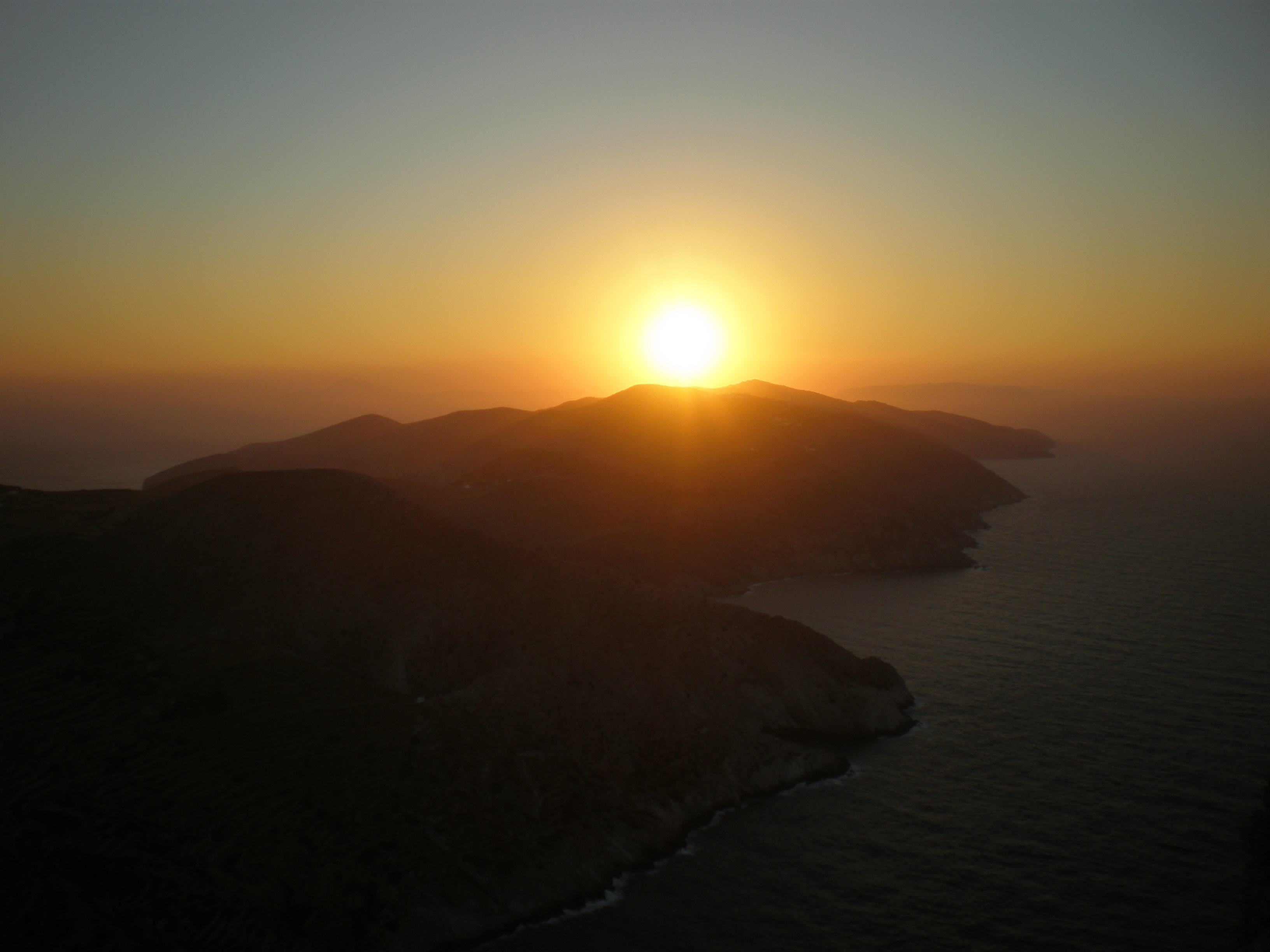
Захід сонця на Фолегандросі
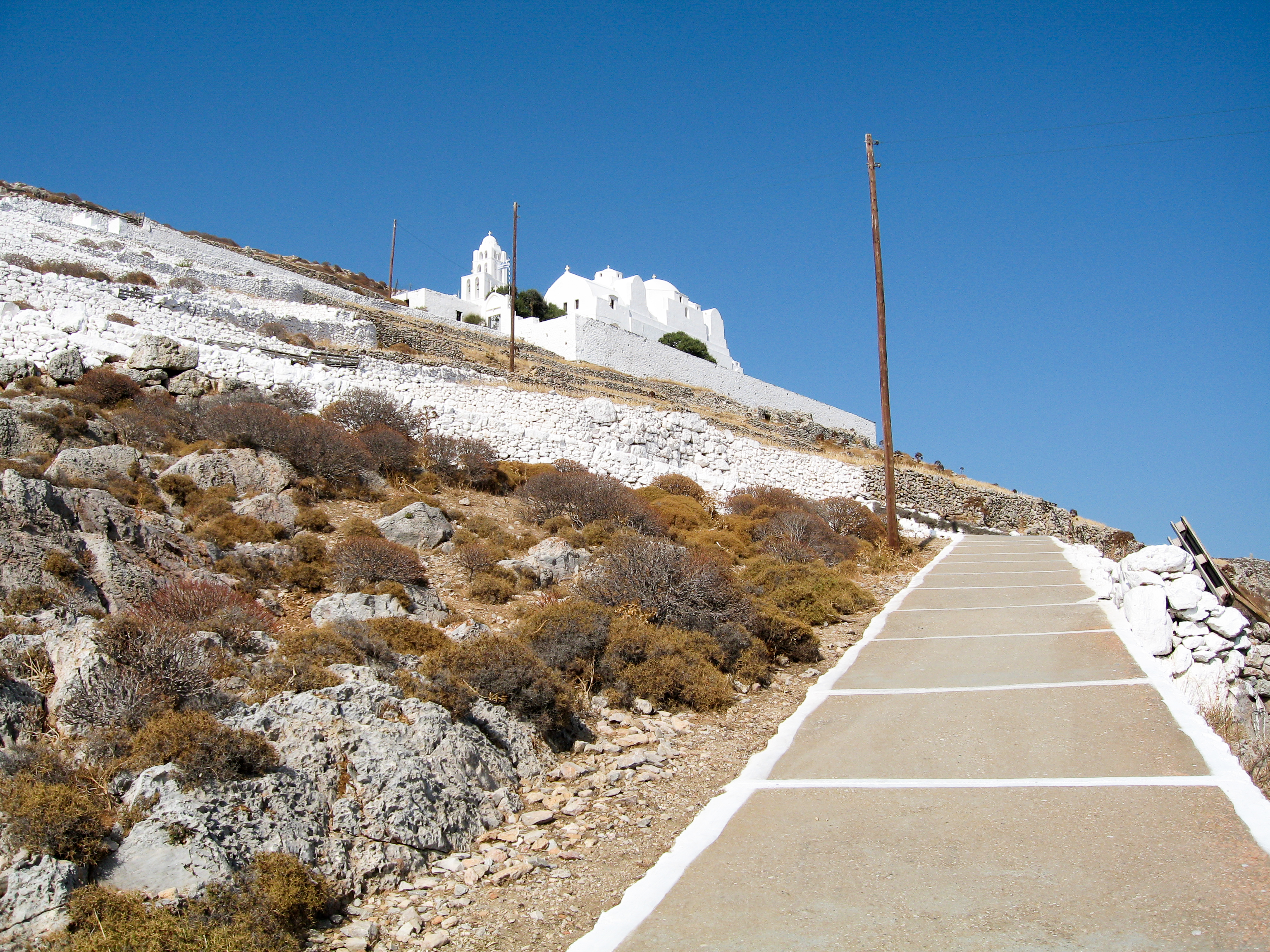
Церква Панагії